# 2451 Дольфюс
2451 Дольфюс  (2451 Dollfus) — астероїд головного поясу, відкритий 2 вересня 1980 року.
Тіссеранів параметр щодо Юпітера — 3,325.
Названий на честь французького астронома Одуена Дольфюса.